# Überfangglas

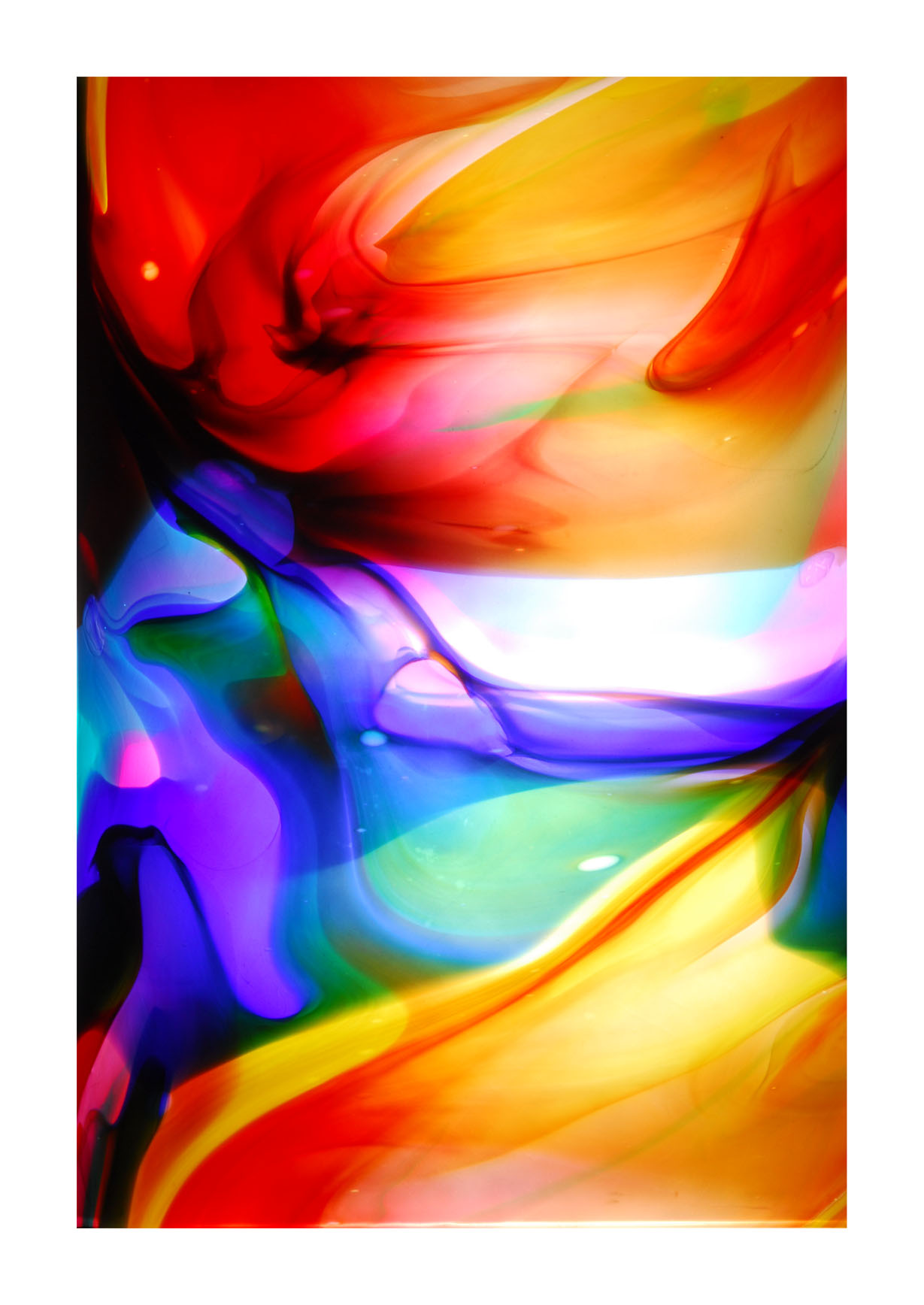
Überfangglas aus der Glashütte Lamberts

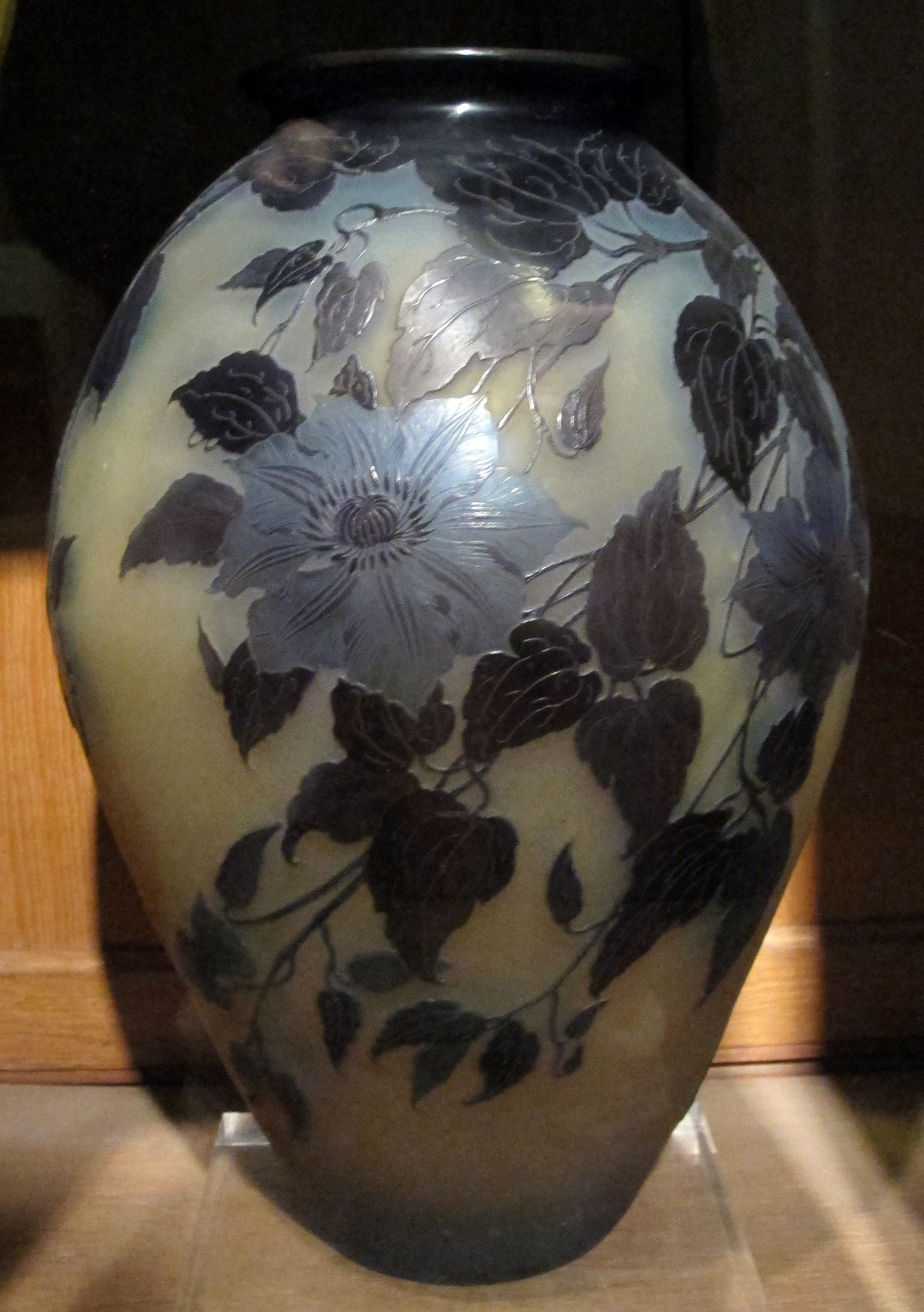
Gallé-Vase, um 1900

Überfangglas, auch Kameoglas genannt, ist ein Flach- oder Hohlglas, das aus zwei oder mehreren Schichten unterschiedlicher Färbung besteht.
Beim Flachglas ist das Milchüberfangglas am bekanntesten, das beispielsweise für blendfreie Raumausleuchtung oder durchscheinende Fenster in Sanitärräumen verwendet wird.
Besonders im Hellenismus, in der frührömischen Zeit, im Biedermeier, im Jugendstil und in der ostasiatischen Glaskunst fand Überfangglas bei Hohlgläsern Verwendung. Ende des 19. Jahrhunderts entwickelte Emile Gallé die Glaskunst weiter, erschuf Jugendstil-Entwürfe und beschäftigte eine große Manufaktur in Nancy.

## Geschichte
Schon in der Antike wurden Gefäße aus Kameoglas hergestellt. Nach herkömmlicher Auffassung wurde dabei der Reliefdekor von einem speziellen Handwerker (diatretarius) mit dem Schneidrad aus der bzw. den oberen Schicht(en) herausgeschnitten, und zwar auch bei gegossenem Flachglas wie den großen Ariadne-Tafeln aus Pompeji und dem Kameo Carpegna. Andererseits wird diskutiert, ob nicht zumindest bei Flachglas die Herstellung der Reliefschicht mit einem Schmelzverfahren in Negativformen angenommen werden kann. In diese wäre dann etwa das weiße angedickte Glaspulver gestrichen worden. Bei Hohlglas hätte anschließend der Glasbläser die farbige Glasmasse in die Formschale geblasen, und die Form wäre nach dem Erkalten entfernt worden. Dabei hätte das durch die Hitze der farbigen Masse geschmolzene weiße Glaspulver sich mit dem Farbglas verbunden, und zwar in der durch die Negativform vorgegebenen Gestaltung. Eine körnige Struktur der weißen Glasmasse ließe sich auf diese Herstellungsmethode zurückführen.
Zu den bekanntesten römischen Kameogläsern gehören die Portlandvase und die Blaue Vase aus Pompeji.

## Herstellung
Für Überfangglas existieren heute verschiedene Herstellungstechniken:
- Flachglas wird durch Verschmelzen von Glasbändern aus farblosem Klarglas und Trübglas hergestellt, die gleichzeitig aus benachbarten Schmelzwannen gezogen werden
- Hohlglas wird durch einfaches Eintauchen der vorne an der Glasmacherpfeife hängenden, nur wenig aufgeblasenen Glasmenge aus farblosem Glas in Farbglas und anschließendes Aufblasen hergestellt. Oder umgekehrt wird eine kleine Menge gefärbten Glases in farbloses Glas eingetaucht, hierbei hat man die Menge des anzuwendenden Farbglases besser unter Kontrolle. So entstehen die oft als Römer bezeichneten Weingläser aus Bleikristall. Durch späteres Herausschleifen oder -ätzen von Mustern werden durch den farbigen Kontrast interessante Wirkungen erzielt.
- Man kann auch das farbige Glas in Form von Stangen an das farblose Glas anschmelzen und mittels eines Eisens gleichmäßig über dieses ausbreiten.

Ein Verfahren zur Herstellung von Überfangglas geht auf Ernst Jähde, Gründer der Glasfabrik „Johannahütte“ in Schönborn (Niederlausitz) im Jahre 1899, zurück. Die Erfindung wurde am 19. Februar 1912 unter der Bezeichnung „Verfahren zur Herstellung von Glasgegenständen mit Überfängen oder sonstigen Glasauflagen“ unter der Nr. 60369 in Österreich zum Patent angemeldet. Nach dieser Erfindung wurde jahrzehntelang im Glaswerk Schönborn Überfangglas hergestellt.

Beispiele
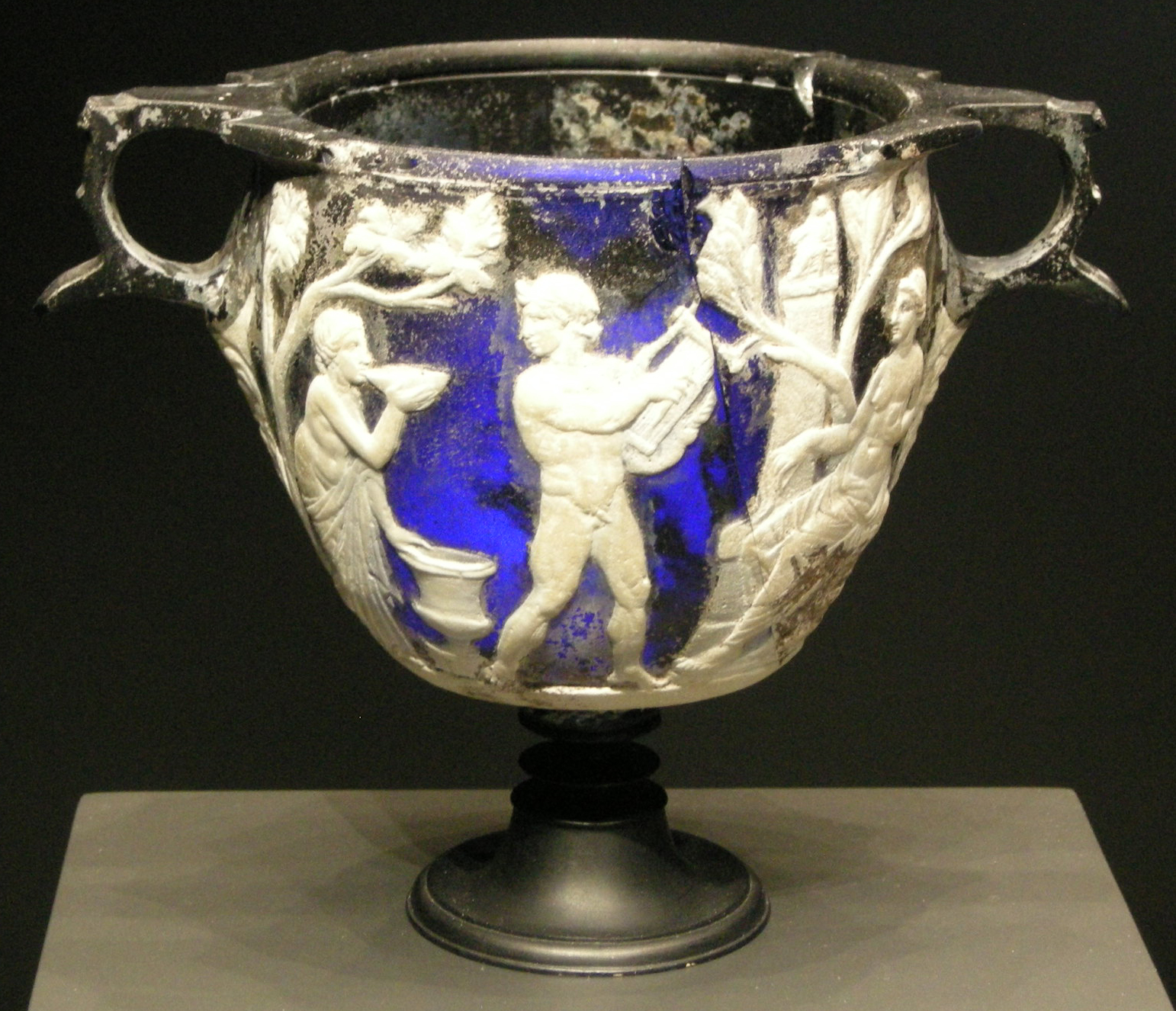
Römische Weinschale, Malibu, J. Paul Getty Museum
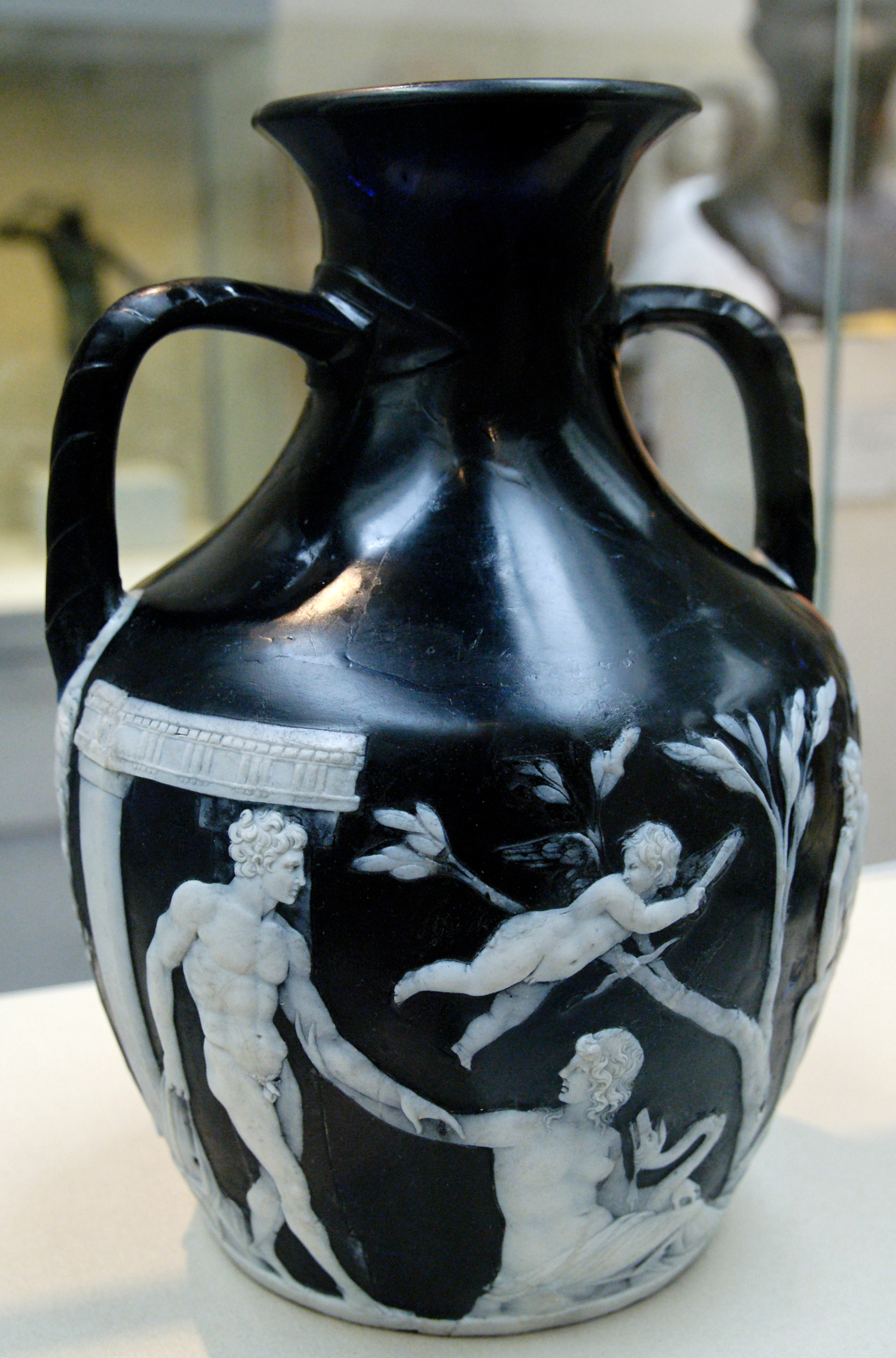
Portlandvase, London, British Museum
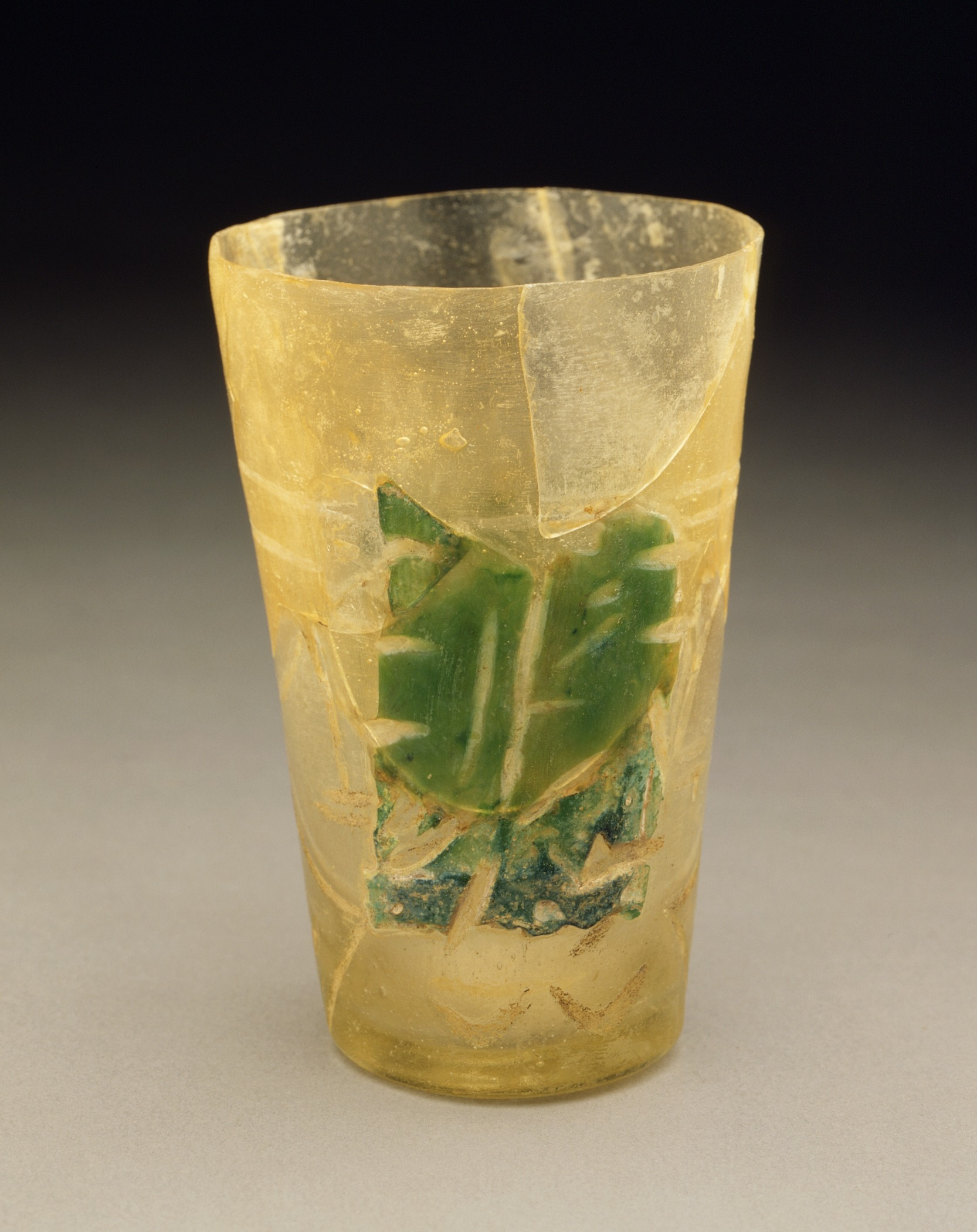
Islamischer Becher, Iran, 9.–10. Jahrhundert, Los Angeles County Museum
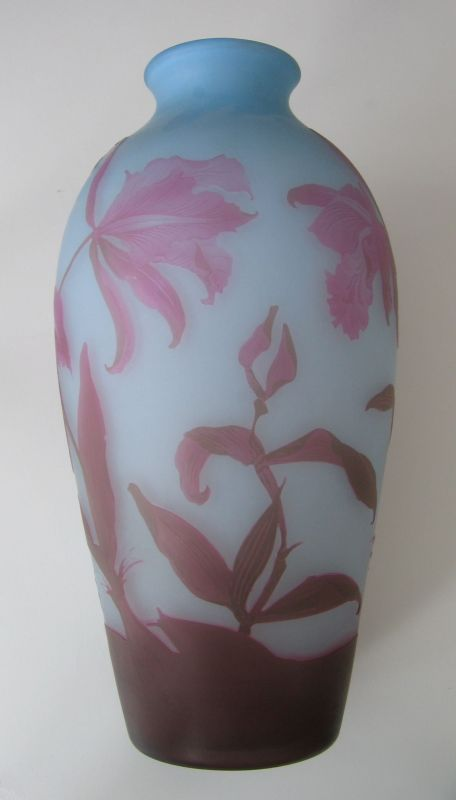
Vase in Überfangtechnik, ca. 1920er Jahre